# 贵阳北站

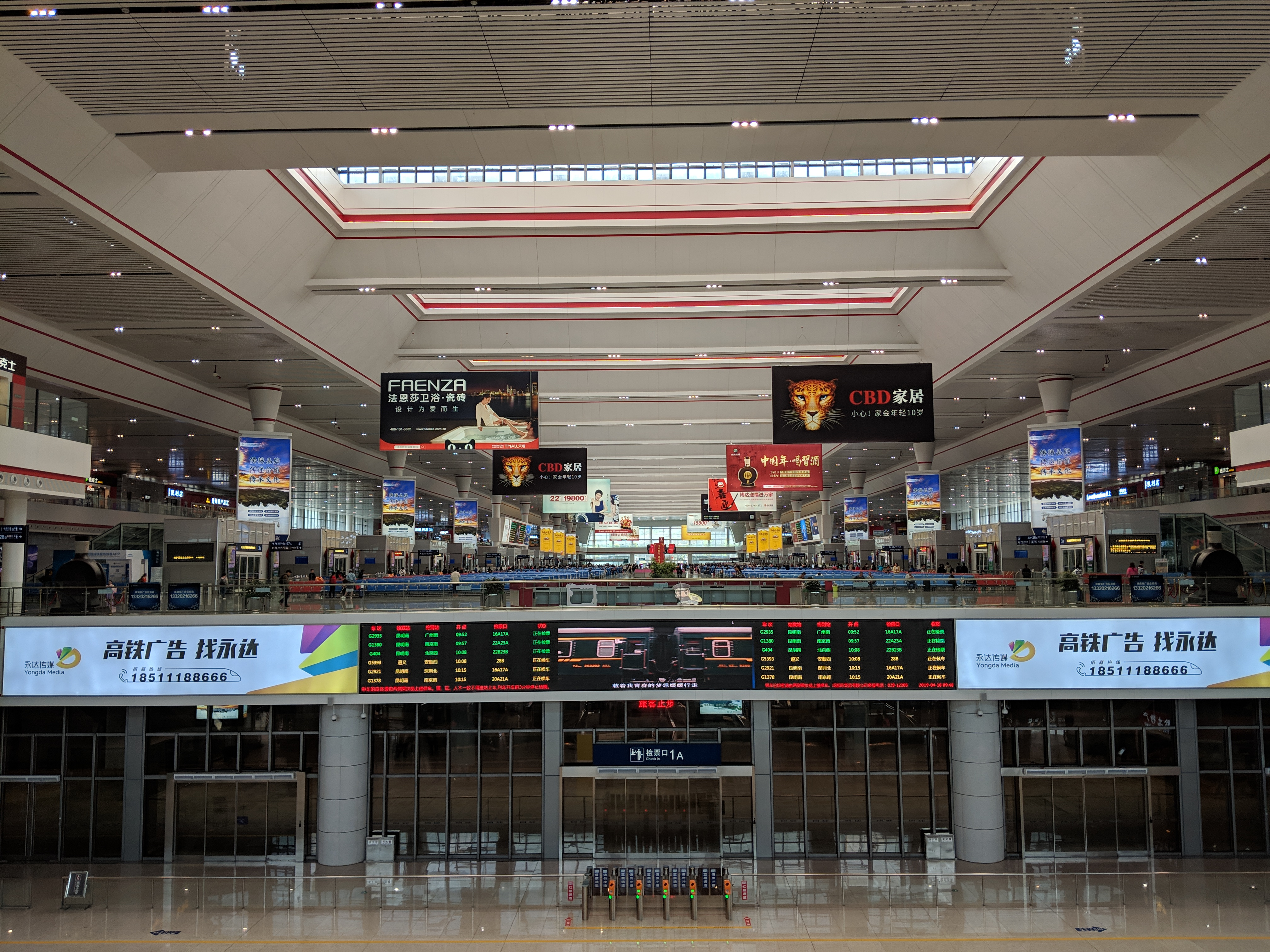
贵阳北站候车大厅

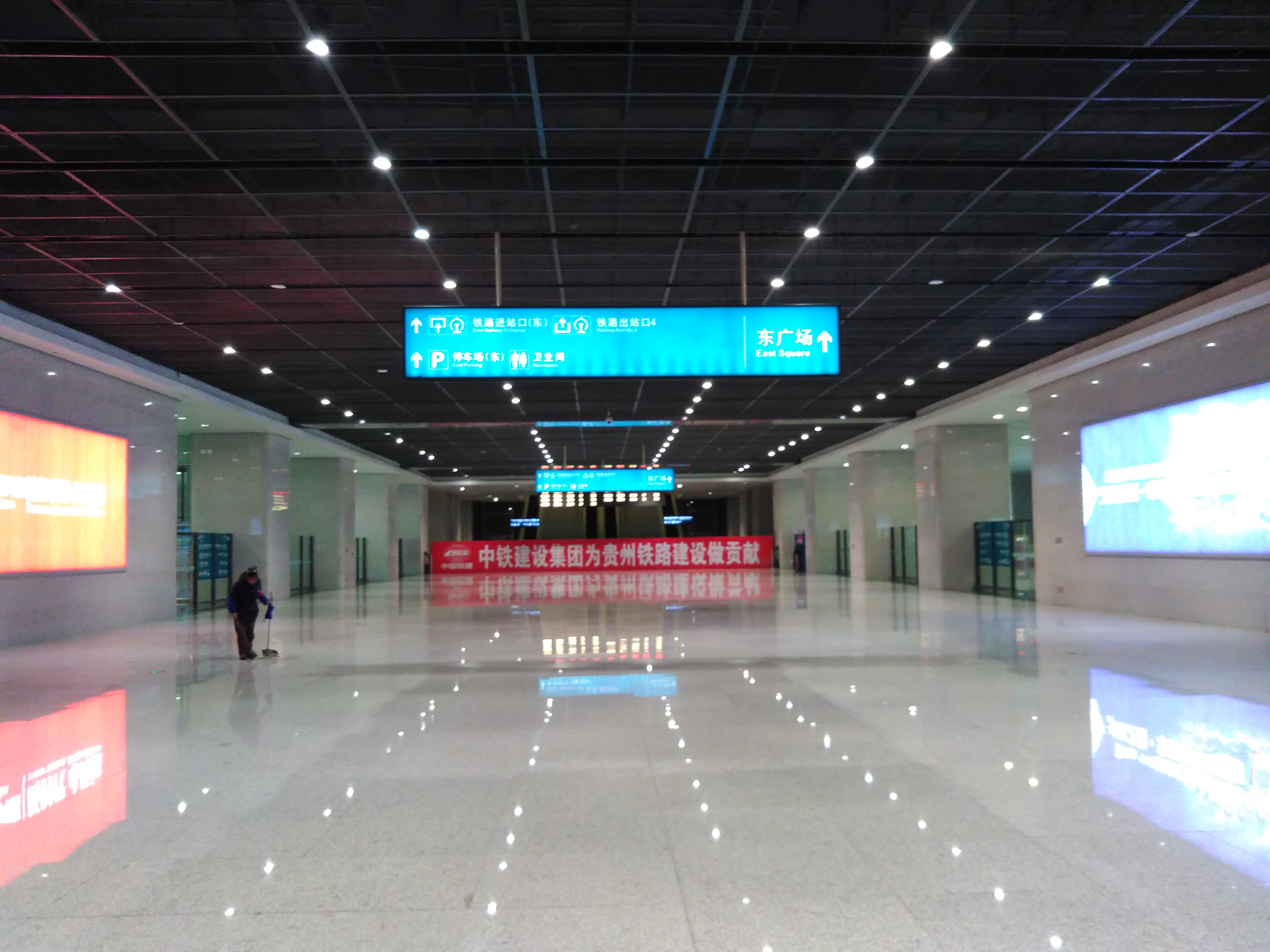
贵阳北站到达层

贵阳北站位于中华人民共和国贵州省贵阳市观山湖区甲秀北路东侧，是西南最大规模的综合性铁路交通枢纽，汇集贵广高铁、沪昆高铁、成贵高铁、渝黔高铁以及贵开城际和贵阳环铁等多条铁路线。车站总建筑面积5.5万平方米，设15个站台，32条轨道线。于2014年12月25日启用。
本站亦办理滬昆客运专线、贵广客运专线、成贵客运专线、貴開城際鐵路、渝贵铁路的列车到发。

## 公共交通
- 观山湖8路：贵阳北站——金阳客运站
- 56路：贵阳北站——贵黔总院门诊部
- 260路：贵阳北站——新村
- 261路：贵阳北站——火车站(贵阳南站)
- 262路：贵阳北站——客运东站（龙洞堡东客站）
- 263路：贵阳北站——白云大山洞
- 264路：贵阳北站——贵阳北站
- 270路：贵阳北站——贵阳东站
- 271路：贵阳北站——小河新村

### 过境线路
- 209路：延安西路——米兰春天
- 701路：贵安管委会——博物馆
- 71路：白云公园——头桥

### 地铁

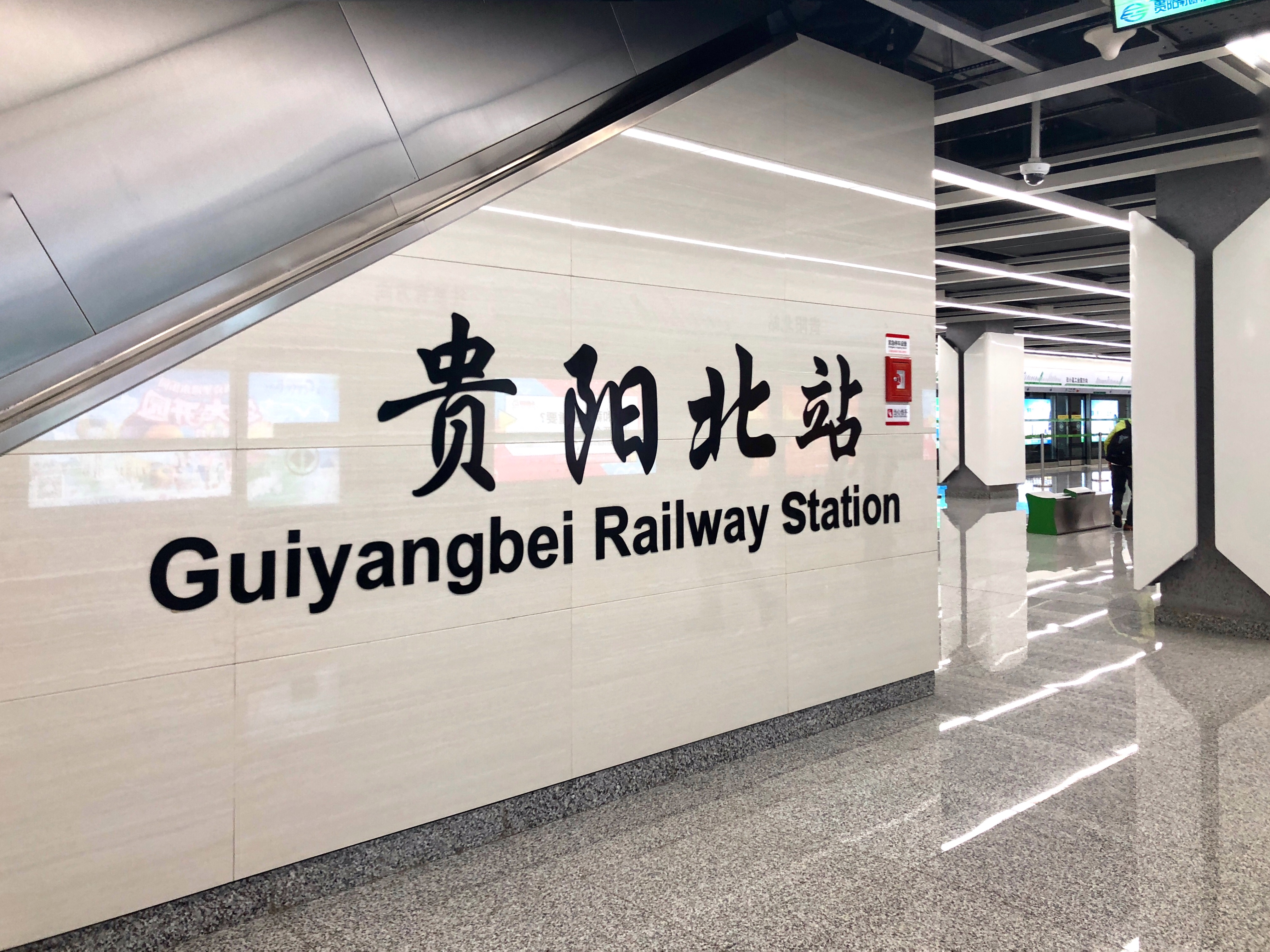
地铁贵阳北站站台

貴陽北站是貴陽轨道交通1号线上的一個車站，於2017年12月28日通車，可實現地鐵與高鐵的無縫換乘。

## 图集
- 贵阳北站西进站口
- 贵阳北站28号站台
- 贵阳北站站台

## 外部連結
- 中国铁路客户服务中心（页面存档备份，存于）